# Pasy Evropské unie

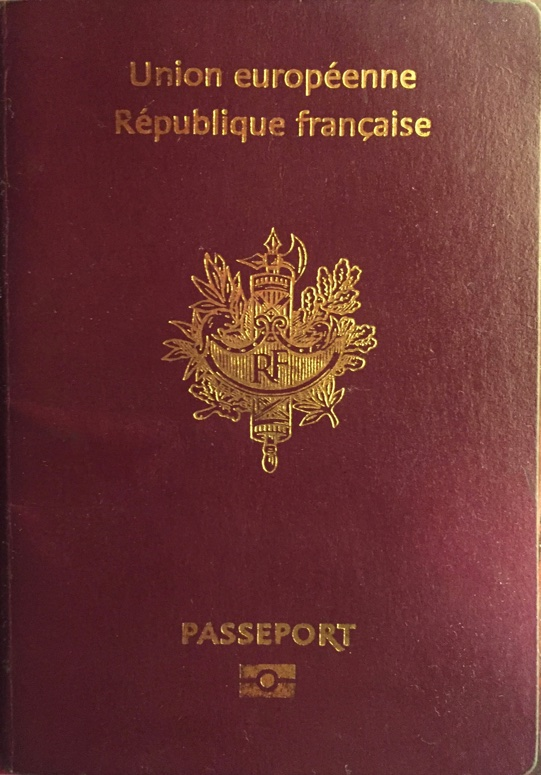
Obyčejný pas členských států EU (zde zobrazená Francie) mají společné designové prvky a všechny, kromě Chorvatska, mají obálky vínové barvy

Sama Evropská unie nevydává pasy, ale pasy vydané jejími 27 členskými státy mají společný formát. Znamená to, že mají stejnou barvu (doporučuje se vínová, avšak není povinná: tímto doporučením se řídí všechny země kromě Chorvatska) s nápisem v úředním jazyce (jazycích) vydávající země (a někdy i jeho překladu do angličtiny a francouzštiny) – „Evropská unie“, za nímž následuje název (názvy) členského státu, znak dotyčného státu a slovo „PAS“ spolu se symbolem biometrického pasu.

## Užití
S platným pasem mají občané EU právo na volný pohyb (to znamená, že nepotřebují vízum, určitou částku peněz nebo určitý důvod svobodně cestovat a nemusí mít povolení k pobytu) v Evropském hospodářském prostoru (Evropská unie, Island, Lichtenštejnsko a Norsko), Švýcarsku a do 31. prosince 2020 ve Spojeném království.
Při vstupu a opuštění schengenského prostoru nedostávají občané EU razítko do pasu.
Při vstupu do jedné z výše uvedených zemí skrz hraniční kontroly mohou občané, kteří mají platné biometrické pasy, někdy místo imigračních přepážek použít automatické brány. Například při vstupu do Španělska mohou držitelé biometrických pasů EU starší dvanácti let na hlavních letištích používat automatické brány, zatímco všichni ostatní občané EU (například ti, kteří používají národní průkaz totožnosti nebo nebiometrický pas) a někteří občané, kteří nejsou občany EHP, musí použít imigrační přepážku. Každý, kdo cestuje s dětmi mladšími 12 let, musí také použít imigrační přepážku.
Jako alternativu k držení pasu mohou k volnému pohybu v rámci EHP, Švýcarska a Spojeného království (do 1. října 2021 pro návštěvníky z EU) občané EU také využít platný průkaz totožnosti. Přísně vzato, pro vstup do EHP nebo Švýcarska není nutné, aby občan EU vlastnil platný cestovní pas nebo průkaz totožnosti. Teoreticky, pokud občan EU mimo EHP a Švýcarsko může prokázat svou státní příslušnost jakýmkoli jiným způsobem (např. předložením cestovního pasu nebo průkazu totožnosti), musí mu být povolen vstup do EHP nebo Švýcarska. Občan EU, který není schopen uspokojivě prokázat svou státní příslušnost, musí přesto dostat „každou dostupnou příležitost“ k získání potřebných dokumentů nebo k jejich doručení v přiměřené lhůtě.

## Společné designové prvky
I když došlo k významnému pokroku v harmonizaci některých prvků, každý dokument má stále své specifické prvky, které umožňují poznat, z kterého státu pochází.
Od 80. let začaly členské státy Evropské unie harmonizovat vzhled svých pasů. Většina pasů vydávaných členskými státy EU má společné doporučené rozložení; vínovou barvu se slovy „Evropská unie“ doprovázenou názvem vydávajícího členského státu vytištěným na obálce. Nestandardní typy pasů, jako jsou pasy diplomatické, služební a nouzové ještě nebyly harmonizovány.
Nejnovější členský stát EU, Chorvatsko, odmítlo plně dodržovat společné doporučené uspořádání. Nicméně design chorvatského pasu byl kvůli vstupu do EU i tak změněn. Od 3. srpna 2015 si tedy nový chorvatský pas ponechal tmavomodrý obal a je tak jediným různobarevným pasem mezi pasy 27 členských států Evropské unie.
Společné designové prvky jsou výsledkem několika nezávazných usnesení:
- Usnesení zástupců vlád členských států Evropského společenství zasedajících v Radě dne 23. června 1981
- Doplňující usnesení k usnesení přijatému dne 23. června 1981 o přijetí pasu jednotného vzoru zástupců vlád členských států Evropského společenství, zasedajících v radě dne 30. června 1982
- Usnesení zástupců vlád členských států zasedajících v radě ze dne 14. července 1986, doplňující rezoluce ze dne 23. června 1981 a 30. června 1982 o zavedení pasu jednotného vzoru
- Usnesení zástupců vlád členských států zasedajících v Radě ze dne 10. července 1995, doplňující rezoluce ze dne 23. června 1981, 30. června 1982 a 14. července 1986 o zavedení pasu jednotného vzoru
- Usnesení zástupců vlád členských států zasedajících v Radě ze dne 8. června 2004, doplňující rezoluce ze dne 23. června 1981, 30. června 1982, 14. července 1986 a 10. července 1995 o zavedení pasu jednotného vzoru

Bezpečnostní prvky v pasech EU jsou upraveny nezávaznými rezolucemi i závaznými předpisy:
- Usnesení zástupců vlád členských států zasedajících v Radě ze dne 17. října 2000, kterým se doplňují usnesení ze dne 23. června 1981, 30. června 1982, 14. července 1986 a 10. července 1995, co se týče bezpečnostních prvků pasů a jiných cestovních dokladů
- Nařízení Rady (ER) č. 2252/2004 ze dne 13. prosince 2004 o normách pro bezpečnostní prvky a biometrii v pasech a cestovních dokladech vydávaných členskými státy
- Nařízení Evropského parlamentu a Rady (ER) č. 444/2009 ze dne 28. května 2009, kterým se mění nařízení Rady (ER) č. 2252/2004 o normách pro bezpečnostní prvky a biometrii v pasech a cestovních dokladech vydávaných členskými státy

Pouze irské pasy nejsou podle právních předpisů EU povinny ve svém čipu obsahovat informace o otiscích prstů.

### Celkový formát
- Formát papíru B7 (ISO/IEC 7810 ID-3, 88 mm × 125 mm)
- 32 stran, s výjimkou Finska se 42 stranami[8] a Itálie se 48 stranami[9] (častým cestujícím lze vydat pasy s více stranami)
- Barva obalu: vínově červená (s výjimkou Chorvatska)

### Obal
Informace na obalu v tomto pořadí v jazyce (jazycích) vydávajícího státu:
- Slova „EVROPSKÁ UNIE“ (před rokem 1997: „EVROPSKÉ SPOLEČENSTVÍ“)
- Název vydávajícího státu (podobný typ písma jako „EVROPSKÁ UNIE“)
- Státní znak
- Slovo „PAS“
- Symbol biometrického pasu

### První strana
Informace na první stránce v jednom nebo více jazycích Evropské unie:
- Slova „EVROPSKÁ UNIE“
- Název vydávajícího státu (podobný typ písma jako má nápis „Evropská unie“)
- Slovo „PAS“
- Sériové číslo (může se opakovat i na dalších stránkách)

### Identifikační strana
Informace na (případně laminované) identifikační straně, v jazycích vydávajícího státu plus angličtině a francouzštině, doprovázené čísly (která se různí mezi členskými státy) odkazujícími na rejstřík, který uvádí význam těchto polí ve všech úředních jazycích EU:
1. Příjmení
2. Jméno
3. Státní občanství
4. Datum narození
5. Rodné číslo (nepovinné)
6. Pohlaví
7. Místo narození
8. Datum vydání
9. Pas vydal
10. Platnost do
11. Podpis držitele

V horní části identifikační stránky je kód „P“ pro pas, kód (ISO 3166-1 alpha-3) pro vydávající zemi a číslo pasu. Na levé straně je fotka. Na jiných místech může být volitelně výška držitele pasu a bezpečnostní prvky, včetně menší průhledné fotografie.

#### Strojově čitelná zóna
Stejně jako všechny biometrické pasy obsahují i novější pasy EU strojově čitelnou zónu, která obsahuje jméno, státní občanství a většinu dalších informací z identifikační strany. Je navržena tak, aby mohl informace poměrně snadno číst počítač i člověk. Obsahuje pouze písmena (A – Z), číslice a znak „<“ jako mezerový znak, ale žádný čárový kód apod.

#### Pravopisné rozdíly ve jméně
Jména obsahující neanglická písmena jsou ve vizuální (ne strojově čitelné) zóně pasu obvykle hláskována správným způsobem, ale ve strojově čitelné zóně jsou hláskována od A do Z podle standardů Mezinárodní organizace pro civilní letectví (ICAO).
Pro jazyky EU je specifikováno následující hláskování: å → AA; ä / æ → AE; ö / ø / œ → OE, ü → UE (němčina) nebo UXX (španělština) a ß → SS. Písmena s diakritikou jsou jinak nahrazena jednoduchými písmeny (ç → C, ê → E atd.). Pro řečtinu a bulharštinu existují hláskovací tabulky založené na přepisu do angličtiny. Ve vizuální zóně používají jak jejich abecedu, tak latinku.
Například německé jméno Müller se přepíše na MUELLER, Groß se přepíše na GROSS a Gößmann se přepíše na GOESSMANN. Hláskování podle ICAO se většinou používá pro počítačově generované a mezinárodně používané dokumenty, jako jsou letenky, ale někdy (jako u amerických víz) se používají i jednoduchá písmena (MULLER, GOSSMANN).
Tři možné pravopisné varianty stejného jména (např. Müller / Mueller / Muller) v různých dokumentech někdy vedou ke zmatku a použití dvou různých pravopisných verzí slova ve stejném dokumentu (jako v pasech německy mluvících zemí) může lidem, kteří neznají cizí pravopis, dodat dojem, že dokument je padělek. V některých zemích může být původní nebo alternativní hláskování jmen uvedeno na stránce naproti identifikační stránce nebo jinde v pasu.
Pro víza, letenky atd. se doporučuje používat pravopis používaný ve strojově čitelné pasové zóně, a v případě dotazu odkazovat na tuto zónu. Totéž platí, pokud je jméno příliš dlouhé na to, aby se vešlo do systému letenek letecké společnosti, jinak by mohlo dojít k problémům. (Strojově čitelná zóna má pro jméno místo na 39 písmen, zatímco vizuální zóna může obsahovat tolik, kolik se jich tam vejde.)

### Následující stranka
Nepovinné informace na následující straně:
- Místo bydliště
- Výška
- Barva očí
- Rozšíření pasu
- Jméno při narození (pokud nyní používáte jiné příjmení nebo jste si legálně změnili jména)

### Zbývající stránky
- Následující stránka je vyhrazena pro:
  - Podrobnosti týkající se manžela/manželky držitele pasu (je-li vydán rodinný pas)
  - Údaje o dětech doprovázejících držitele (jméno, křestní jméno, datum narození, pohlaví)
  - Fotografie tváří manžela a dětí
- Následující stránka je vyhrazena pro úřední záznamy
- Následující stránka obsahuje rejstřík, který převádí čísla polí do úředních jazyků EU
- Zbývající stránky jsou vyhrazeny pro víza a vstupní a výstupní razítka
- Vnitřní zadní obálka je vyhrazena pro další informace nebo doporučení vydávajícího státu v jeho vlastním úředním jazyce (jazycích)

## Pasy členských států EU

### Současné pasy Evropské unie
| Členský stát   | Článek                       | Obálka pasu | Stránka s osobními údaji | Náklady | Doba platnosti | Vydávající orgán | Nejnovější verze   |
| -------------- | ---------------------------- | ----------- | ------------------------ | --- | --- | --- | ------------------ |
| Belgie         | Belgický cestovní pas        |             |                          | - 65 EUR (dospělí; 32 stran; v Belgii) - 35 EUR (děti; 32 stran; v Belgii) - 240 EUR (dospělí; 64 stran; v Belgii) - 210 EUR (děti; 64 stran; v Belgii) - 75 EUR (dospělí; 32 stran; v zahraničí) - 35 EUR (děti; 32 stran; v zahraničí) - 240 EUR (dospělí; 64 stran; v zahraničí) - 210 EUR (děti; 64 stran; v zahraničí) | - 7 let (plnoletí ve věku od 18 let) - 5 let (nezletilí do 18 let)                                                                 | - Obce (v Belgii) - Belgická velvyslanectví a konzuláty (v zahraničí)                                                                | 1. května 2014     |
| Bulharsko      | Bulharský cestovní pas       |             |                          | - 40 BGN (dospělí ve věku 14–58 let) - 20 BGN (do 14 a 58–70) - 10 BGN (více než 70) | - 5 nebo 10 let | - Ministerstvo vnitra | 29. března 2010    |
| Česko          | Cestovní pas České republiky |             |                          | - 100 Kč (děti do 15 let) - 400 Kč (děti do 15 let, v zahraničí) - 600 Kč (dospělí od 15 let; vydáno do 30 dnů) - 1200 Kč (dospělí nad 15 let, na ambasádách / konzulátech v zahraničí, 120 dní) - 2000 Kč (děti do 15 let, převzetí na ministerstvu vnitra; vydání do 24 hodin) - 6000 Kč (dospělí nad 15 let, na ministerstvu vnitra ; vydání do 24 hodin) | - 10 let (dospělí ve věku od 15 let) - 5 let (děti do 15 let)                                                                      | - kterákoli ze 205 obcí s rozšířenou působností - v zahraničí: konzuláty České republiky (kromě honorárních konzulátů)               | 1. září 2006       |
| Dánsko         | Dánský cestovní pas          |             |                          | - 890 DKK (věk 18-64) - 378 DKK (věk 65 let a více) - 178 DKK (věk 12-17) - 150 DKK (věk 0-11 let) | - 10 let (věk 18+) - 5 let (věk 2-18) - 2 roky (věk 0-2)                                                                           | - Kommune (obec) | 1. ledna 2012      |
| Estonsko       | Estonský cestovní pas        |             |                          | - 40 EUR (od 15 let) - 20 EUR (děti do 15 let) - 60 EUR (od 15 let při podání žádosti v zahraničí) - 20 EUR (děti do 15 let při podání žádosti v zahraničí) | - 10 let (od 15 let) - 5 let (děti do 15 let)                                                                                      | - Rada policie a pohraniční stráže (PPA)                                                                                             | 1. ledna 2021      |
| Finsko         | Finský cestovní pas          |             |                          | - 58 EUR (52 EUR online) - 25 EUR pro veterány z finských válek (22 EUR online) - 93 EUR dočasný pas | - 5 let | - Finská policie | 1. ledna 2017      |
| Finsko, Alandy |                              |             |                          | - 58 EUR (52 EUR online) - 25 EUR pro veterány z finských válek (22 EUR online) - 93 EUR dočasný pas | - 5 let | - Ålandská policie | 1. ledna 2017      |
| Francie        |                              |             |                          | - 86 EUR (dospělí v metropolitní Francii a ve francouzském zámořském území) - 89 EUR (dospělí mimo Francii) - 17 EUR (děti od 0 do 14 let, všude) - 42 EUR (teenager od 15 do 17 let, všude) | - 10 let (dospělí) - 5 let (děti do 18 let)                                                                                        | - Kanceláře prefektury (ale formuláře lze zaslat na kteroukoli obec) - Francouzské konzuláty (v zahraničí)                           | 12. dubna 2006     |
| Chorvatsko     |                              |             |                          | - 42,47 EUR (správní poplatek) nebo 46, 47 EUR za doručení na adresu trvalého pobytu | - 10 let (dospělí ve věku 21 a více let) - 5 let (dospělí do 21 let)                                                               | - Ministerstvo vnitra Chorvatské republiky                                                                                           | 3. srpna 2015      |
| Irsko          |                              |             |                          | - 75 EUR (dospělí, 32 stránek) - 20 EUR (nezletilí) - 105 EUR (dospělí; 66 stran) | - 10 let (dospělí) - 5 let (děti)                                                                                                  | - Konzulární a pasové oddělení ministerstva zahraničních věcí                                                                        | 3. října 2013      |
| Itálie         |                              |             |                          | - 116,00 EUR | - 10 let (dospělí) - 5 let (nezletilí ve věku 3–18 let) - 3 roky (děti ve věku 0–3)                                                | Ministerstvo zahraničních věcí skrz - Italská státní policie (v Itálii) - Konzuláty a ambasády (v zahraničí)                         | 20. května 2010    |
| Kypr           |                              |             |                          | - 70 EUR (dospělí) - 45 EUR (nezletilí) | - 10 let (dospělí) - 5 let (nezletilí)                                                                                             | - Odbor civilního registru a migrace, ministerstvo vnitra; - Velvyslanectví Kyperské republiky                                       | 13. prosince 2010  |
| Litva          |                              |             |                          | - 43 EUR (dospělí) - 21,50 EUR (děti) | - 10 let (dospělí ve věku 16 a více let) - 5 let (děti ve věku 5–15 let) - 2 roky (děti do 5 let)                                  | | 27. ledna 2011     |
| Lotyšsko       |                              |             |                          | - 28,46 EUR (žadatelé starší 20 let) - 14,23 EUR (důchodci, invalidé a mladší 20 let) | - 10 let (dospělí ve věku 60 let a více) - 5 let (žadatelé ve věku 5–59 let) - 2 roky (děti do 5 let)                              | - Úřad pro občanství a migraci (PMLP)                                                                                                | 29. ledna 2015     |
| Lucembursko    |                              |             |                          | - 50 EUR (5 let) - 30 EUR (2 roky) | - 5 let (žadatelé ve věku od 4 let) - 2 roky (žadatelé mladší 4 let)                                                               | - Bureau des passeports | - 16. února 2015   |
| Maďarsko       |                              |             |                          | - 14 000 HUF (10 let) - 7500 HUF (5 let) | - 5 let - 10 let | - Registrační kancelář (Nyilvántartó Hivatal)                                                                                        | 1. března 2012     |
| Malta          |                              |             |                          | - 70–80 EUR (žadatelé ve věku 16 a více let; vyšší poplatek platí od dubna do srpna) - 40 EUR (žadatelé ve věku od 10 do 15 let) - 16 EUR (žadatelé mladší 4 let) | - 10 let (žadatelé ve věku 16 a více let) - 5 let (žadatelé ve věku od 10 do 15 let) - 2 roky (žadatelé mladší 4 let)              | - Ředitelství pro cestovní pasy a občanskou registraci                                                                               | 29. září 2008      |
| Německo        |                              |             |                          | - 60 EUR (ve věku 24 a více let, 32 stránek) - 37,50 EUR (žadatelé mladší 24 let; 32 stran) - 82 EUR (ve věku 24 a více let, 48 stránek) - 59,50 EUR (žadatelé mladší 24 let; 48 stran) | - 10 let (ve věku 24 a více let) - 6 let (žadatel do 24 let nebo o druhý pas)                                                      | - Obecní registrační úřady - Pokud jsou lidé v zahraničí, německé velvyslanectví a konzuláty, včetně některých honorárních konzulátů | 1. března 2017     |
| Nizozemsko     |                              |             |                          | - 65,30 EUR (maximální sazba; dospělí; 34 stránek; sazby určují jednotlivé obce; 66stránkový obchodní pas za stejnou cenu na vyžádání). - 52 EUR (maximální sazba; nezletilí; 34stránka; sazbu určují jednotlivé obce). - 115,77 EUR (nezletilí; 34 stran; v zahraničí.) - 129,07 EUR (dospělí; 34 stránek; v zahraničí). - 94,38 USD (nezletilí; maximální sazba, všechny věkové skupiny, 34stránková Aruba, Curaçao, Saint-Martin, Karibské Nizozemsko.) - 109,24 USD (dospělí; maximální sazba, všechny věkové kategorie, 34stránková Aruba, Curaçao, Saint-Martin, Karibik, Nizozemsko. 66stránkový obchodní pas k dispozici za stejnou cenu na vyžádání.) | - 10 let (žadatelé ve věku od 18 let) - 5 let (žadatelé mladší 18 let)                                                             | - Gemeente (obec) - Ministerstvo zahraničních věcí (v zahraničí)                                                                     | 23. prosince 2017  |
| Polsko         |                              |             |                          | - 140 PLN (pro žadatele ve věku od 13 do 70 let) - 30 PLN (pro žadatele mladší 13 let a pro jednoroční dočasný pas) - 110 EUR (v zahraničí, pro žadatele ve věku od 13 do 70 let) - 70 EUR (v zahraničí, pro žadatele mladší 13 let) - 40 EUR (v zahraničí, na 1 rok dočasného pasu) - 15 EUR (v zahraničí, za 1 rok dočasného pasu při současné žádosti o běžný pas) - zdarma pro žadatele ve věku 70 a více let - některé třídy uchazečů mají nárok na 50% slevu z příslušného poplatku | - 10 let (žadatelé ve věku 13 a více let) - 5 let (žadatelé mladší 13 let) - 1 rok (dočasný pas)                                   | - Guvernér provincie ( vojvodství) - Konzul                                                                                          | 5. listopadu 2018  |
| Portugalsko    |                              |             |                          | - 65 EUR | - 5 let (žadatelé ve věku od 5 let) - 2 roky (děti do 5 let)                                                                       | | 10. července 2017  |
| Rakousko       |                              |             |                          | - 75,90 EUR (ve věku 12 a více let) - 30,00 EUR (ve věku 0–11 let) - Zdarma (ve věku 0–2 let, první vydání) | - 10 let (ve věku 12 a více let) - 5 let (ve věku 2–11 let) - 2 roky (ve věku 0–2)                                                 | - Městské registrační kanceláře - Pokud jsou lidé v zahraničí, rakouské velvyslanectví a konzuláty                                   | 5. září 2014       |
| Rumunsko       |                              |             |                          | - 258 RON (5leté pasy pro žadatele ve věku 12–18 let, 10leté pasy pro žadatele starší 18 let) - 234 RON (3leté pasy, žadatelé mladší 12 let) - 96 RON (jednoroční dočasné pasy) | - 10 let (žadatelé ve věku od 18 let) - 5 let (žadatelé ve věku 12–18 let) - 3 roky (žadatelé mladší 12 let) - 1 rok (dočasný pas) | - Ministerstvo vnitra (generální ředitelství pro pasy)                                                                               | 12. ledna 2019     |
| Řecko          |                              |             |                          | - 84,40 EUR (dospělí) - 73,60 EUR (děti) | - 5 let (žadatelé ve věku od 15 let) - 2 roky (děti do 15 let)                                                                     | - Národní pasové centrum („Διεύθυνση Διαβατηρίων / Αρχηγείο Ελληνικής Αστυνομίας“)                                                   | 28. srpna 2006     |
| Slovensko      |                              |             |                          | - 33 EUR (žadatelé starší 16 let) - 13 EUR (žadatelé ve věku 6–16 let) - 8 EUR (žadatelé ve věku do 6 let) - 50% sleva existuje pro vážně nemocné žadatele; 10% sleva existuje pro žadatele, jejichž otisky prstů nelze odebrat a kteří získají cestovní pas s platností na 1 rok. | - 10 let (dospělí ve věku 16 a více let) - 5 let (děti ve věku 5–15 let) - 2 roky (děti do 5 let)                                  | - Ministerstvo vnitra | 26. listopadu 2014 |
| Slovinsko      |                              |             |                          | - 46,10 EUR (10 let; věk 18+) - 39,30 EUR (5 let; věk 3-18) - 35,20 EUR (3 roky; věk do 3 let) - 34,80 EUR (1 rok; pokud za 5 let došlo ke ztrátě nebo odcizení dvou nebo více pasů nebo nelze pořídit otisky prstů) | | - Ministerstvo vnitra | 12. prosince 2016  |
| Španělsko      |                              |             |                          | - 30 EUR | - 10 let (žadatelé nad 30 let) - 5 let (žadatelé od 5 do 30 let) - 2 roky (žadatelé mladší 5 let)                                  | - Národní policejní sbor Španělska                                                                                                   | 2. ledna 2015      |
| Švédsko        |                              |             |                          | - 350 SEK - 1400 SEK na ambasádách - 1 600 SEK za dočasný pas | - 5 let | - Švédský policejní úřad (ve Švédsku) - Švédské velvyslanectví a konzuláty (v zahraničí)                                             | 2. ledna 201       |

### Bývalé pasy Evropské unie
Po vystoupení Spojeného království z Evropské unie v lednu 2020 přestaly Spojené království a Gibraltar vydávat pasy EU. Britské pasy se nyní vrátily ke svému předchozímu námořnicky modrému designu, který se poprvé objevil v roce 1921. Námořnicky modré pasy mimo EU byly poprvé vydány v březnu 2020, na rozdíl od předchozích vzorů je stránka s osobními údaji nyní vyrobena z polykarbonátu.
Zatímco v přechodném období byl pas Spojeného království a Gibraltaru považován de facto za pas EU, což držitelům přiznávalo práva občanů EU, po skončení přechodného období 1. ledna 2021 nyní všechny britské pasy tento status ztratily.
Před zavedením britského pasu v březnu 2020 odpovídaly britské pasy standardnímu designu EU. V období od března 2019 do března 2020 byly pasy vydávány bez záhlaví „EVROPSKÁ UNIE“.
Očekává se, že v příštích měsících přejde Gibraltar na nový britský design.
| Bývalý členský stát nebo území | Datum vystoupení z EU | Obálka pasu                                           | Doba platnosti                                       | Vydávající orgán                                   | Nejnovější verze |
| ------------------------------ | --------------------- | ----------------------------------------------------- | ---------------------------------------------------- | -------------------------------------------------- | ---------------- |
| Spojené království             | 31. ledna 2020        | Současný britský pas mimo EU. Vydáváno od března 2020 | - 10 let (ve věku 16 a více let) - 5 let (do 16 let) | - Pasová kancelář JV                               | Březen 2020      |
| Spojené království             | 31. ledna 2020        |                                                       | - 10 let (ve věku 16 a více let) - 5 let (do 16 let) | - Pasová kancelář JV                               | Březen 2020      |
| Gibraltar                      | 31. ledna 2020        |                                                       | - 10 let (ve věku 16 a více let) - 5 let (do 16 let) | - Gibraltarský úřad pro občanský stav a registraci | Březen 2020      |

## Hodnocení pasů
Itálie, Německo a Španělsko mají se 190 destinacemi nejsilnější pasy EU. Celosvětově má se 192 destinacemi nejsilnější pas Singapur. Naopak nejslabší pas EU má se 175 destinacemi Chorvatsko. Ke dni 28. července 2023 bylo hodnocení pasů podle počtu zemí a území, které jejich držitelé mohli navštívit bez víza nebo získání víza při příjezdu, následující:
| Země        | Počet destinací |
| ----------- | --------------- |
| Belgie      | 187             |
| Bulharsko   | 176             |
| Česko       | 187             |
| Dánsko      | 188             |
| Estonsko    | 182             |
| Finsko      | 189             |
| Francie     | 189             |
| Chorvatsko  | 175             |
| Irsko       | 188             |
| Itálie      | 190             |
| Kypr        | 179             |
| Litva       | 184             |
| Lotyšsko    | 183             |
| Lucembursko | 189             |
| Maďarsko    | 186             |
| Malta       | 187             |
| Německo     | 190             |
| Nizozemsko  | 188             |
| Polsko      | 186             |
| Portugalsko | 187             |
| Rakousko    | 189             |
| Rumunsko    | 176             |
| Řecko       | 185             |
| Slovensko   | 183             |
| Slovinsko   | 183             |
| Španělsko   | 190             |
| Švédsko     | 189             |

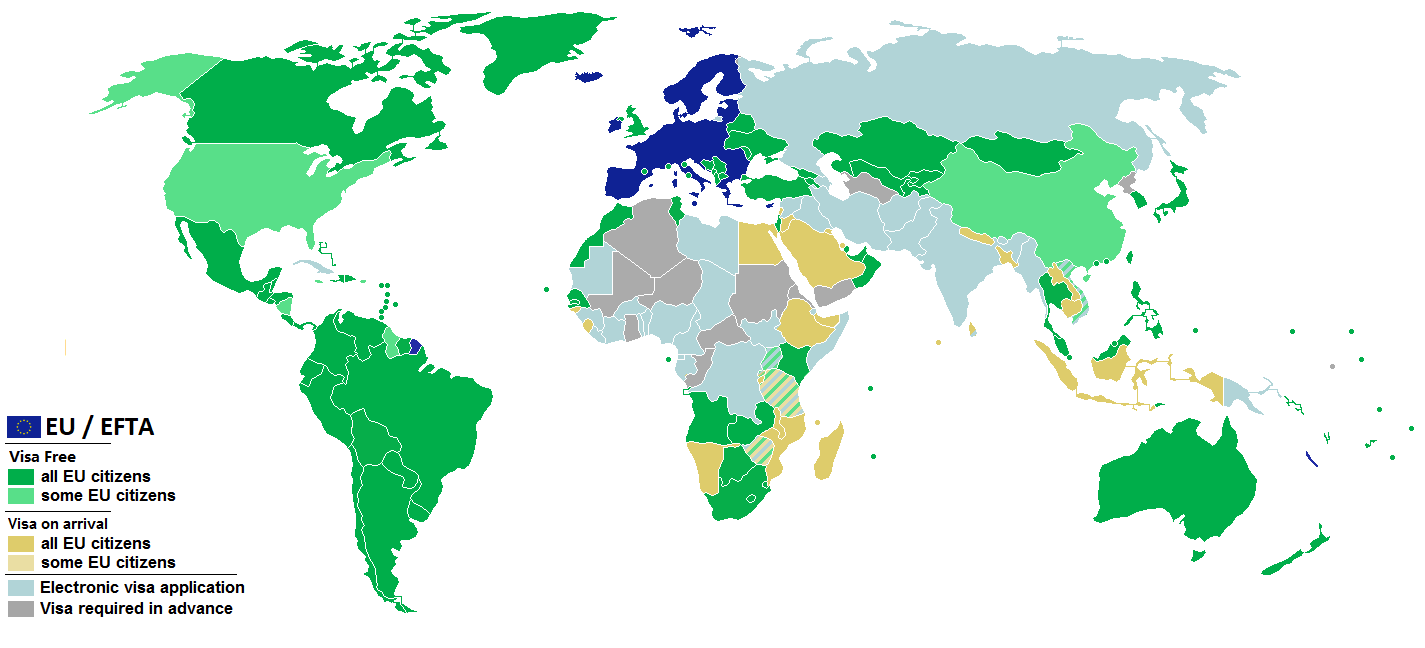

Pro srovnání, některé další země, včetně zemí EHP a bývalých zemí EU (UK):
| Země                   | Počet destinací |
| ---------------------- | --------------- |
| Afghánistán            | 27              |
| Island                 | 182             |
| Japonsko               | 189             |
| Lichtenštejnsko        | 180             |
| Norsko                 | 187             |
| Singapur               | 192             |
| Spojené království     | 188             |
| Spojené státy americké | 184             |
| Švýcarsko              | 187             |

## Vícenásobné občanství
Každý členský stát EU si může vytvořit vlastní zákony o občanství, takže některé země povolují dvojí nebo vícenásobné občanství bez jakýchkoli omezení (např. Francie, Irsko, Itálie a Švédsko); některé umožňují více občanství, ale ignorují existenci jiných občanství v rámci svých hranic (např. Polsko); některé to regulují / omezují (např. Rakousko, Německo, Nizozemsko) a jiné to umožňují pouze ve výjimečných případech (např. Litva) nebo pouze pro jejich občany, kteří získali občanství narozením (např. Chorvatsko, Estonsko, Slovinsko, Španělsko).

## Nouzové pasy
Rozhodnutí 96/409 / SZBP zástupců vlád členských států zasedajících v Radě ze dne 25. června 1996 o zavedení nouzového cestovního dokladu rozhodlo, že bude existovat standardní nouzový cestovní doklad (ETD).
ETD se vydávají občanům Evropské unie na jednu cestu zpět do země EU, jejíž jsou státními příslušníky, do země jejich trvalého pobytu nebo ve výjimečných případech do jiného místa určení (uvnitř nebo vně Unie). Rozhodnutí se nevztahuje na národní pasy, jejichž platnost skončila; konkrétně se omezuje na případy, kdy došlo ke ztrátě, odcizení nebo zničení platného pasu.
Velvyslanectví a konzuláty zemí EU, které nejsou zemí původu žadatele mohou vydávat nouzové cestovní doklady, pokud
1. žadatel je občanem EU, jehož cestovní pas nebo cestovní doklad byl ztracen, odcizen, zničen nebo je dočasně nedostupný;
2. žadatel je v zemi, ve které stát EU, jehož je státním příslušníkem, nemá přístupné diplomatické nebo konzulární zastoupení schopné vystavit cestovní doklad nebo ve které není dotčená země EU jinak zastoupena;
3. bylo získáno povolení od orgánů země původu žadatele.

## Právo na konzulární ochranu ve třetích zemích
Díky občanství Evropské unie mají občané EU, jejichž země nemá v určité zemi diplomatické zastoupení, právo na konzulární ochranu a pomoc od diplomatického zastoupení kterékoli jiné země EU přítomné v nečlenské zemi EU.

## Další pasy EHP a švýcarské pasy
Stejně jako pasy vydané členskými státy EU lze k využití práva na volný pohyb v rámci Evropského hospodářského prostoru a Švýcarska použít také pasy jiných států EHP - Islandu, Lichtenštejnska a Norska - a také Švýcarska.
V rámci Schengenské dohody musí pasy a cestovní doklady vydané členskými státy splňovat minimální bezpečnostní standardy a pasy musí obsahovat paměťové médium (čip), které obsahuje fotografii držitele a otisky prstů. Tato povinnost se nevztahuje na průkazy totožnosti ani na dočasné pasy a cestovní doklady s platností jeden rok nebo méně.